# Mr. Edwards
Mr. Edwards is een nevenpersonage in de boeken van Laura Ingalls Wilder. 
De familie Ingalls ontmoet meneer Edwards voor het eerst in Indian Territory waar hij Charles Ingalls hielp om de hut voor de familie te bouwen en haalde hij kerstcadeautjes in Independence en bracht deze bij de familie Ingalls tijdens een verschrikkelijke storm.
Niemand weet zeker wie meneer Edwards werkelijk is, eigenlijk is zijn echte naam Isaiah. Het kan zijn dat hij een samenvoeging is van verschillende mensen die Laura's familie kenden. De ware identiteit van meneer Edwards is een mysterie en zal dat waarschijnlijk ook altijd blijven.